# Thomas Metcalfe
Thomas Metcalfe (Fauquier megye, 1780. március 20. – Nicholas megye, 1855. augusztus 18.) az Amerikai Egyesült Államok szenátora (Kentucky, 1848–1849).